# Station Honley
Honley is een spoorwegstation van National Rail in Honley, Kirklees in Engeland. Het station is eigendom van Network Rail en wordt beheerd door Northern Rail. Het station is geopend in 1850.